# Cambes (Lot)
Pour les articles homonymes, voir Cambes.
Cambes est une commune française située dans l'est du département du Lot, en région Occitanie.
Elle est également dans le causse de Gramat, le plus vaste et le plus sauvage des quatre causses du Quercy.
Exposée à un climat océanique altéré, elle est drainée par divers petits cours d'eau. Incluse dans le parc naturel régional des Causses du Quercy, qui a depuis 2017 le label de géoparc mondial Unesco, la commune possède un patrimoine naturel remarquable composé d'une zone naturelle d'intérêt écologique, faunistique et floristique.
Cambes est une commune rurale qui compte 347 habitants en 2022, après avoir connu une forte hausse de la population depuis 1975. Elle fait partie de l'aire d'attraction de Figeac. Ses habitants sont appelés les Cambois ou  Camboises.

## Géographie

### Localisation
Cambes est une commune du Quercy située dans l'aire urbaine de Figeac, sur la ligne Brive-la-Gaillarde - Toulouse-Matabiau via Capdenac.

### Communes limitrophes
Cambes est limitrophe de six autres communes dont Fons au nord-est sur environ 120 mètres. Au nord-ouest, son territoire est distant de moins de 400 mètres de celui de Livernon.
Les communes limitrophes sont  Boussac, Camboulit, Corn, Fons, Lissac-et-Mouret et Reyrevignes.
|      | Reyrevignes | Fons             |
| Corn | Cambes      | Lissac-et-Mouret |
|      | Boussac     | Camboulit        |

### Voies de communication et transports
La commune de Cambes est traversée par la route départementale (RD) 802 qui relie Figeac à l'autoroute A20 et Cahors.
Le 4 septembre 2018, un contournement de 2,6 km par le nord-est a été mis en service. Ce projet a débuté en 1997 et son coût final s'élève à 11,5 millions d’euros dont 4,7 millions financés à titre exceptionnel par la région Occitanie. Le chantier a rencontré des difficultés au regard de la stabilité des sols qui ont imposé la mise en place de plots ballastés et d'un épaulement de voirie. Les surcoûts ont entrainé la suppression de la voie de dépassement. Ce tronçon, en pente d'un maximum 6 % pour  100 mètres de dénivelé, a nécessité la construction d'un carrefour giratoire au nord, d'un passage supérieur permettant le franchissement par la route du Péret et d'un passage inférieur de type boviduc.
Le territoire communal est également desservi par la RD 48.

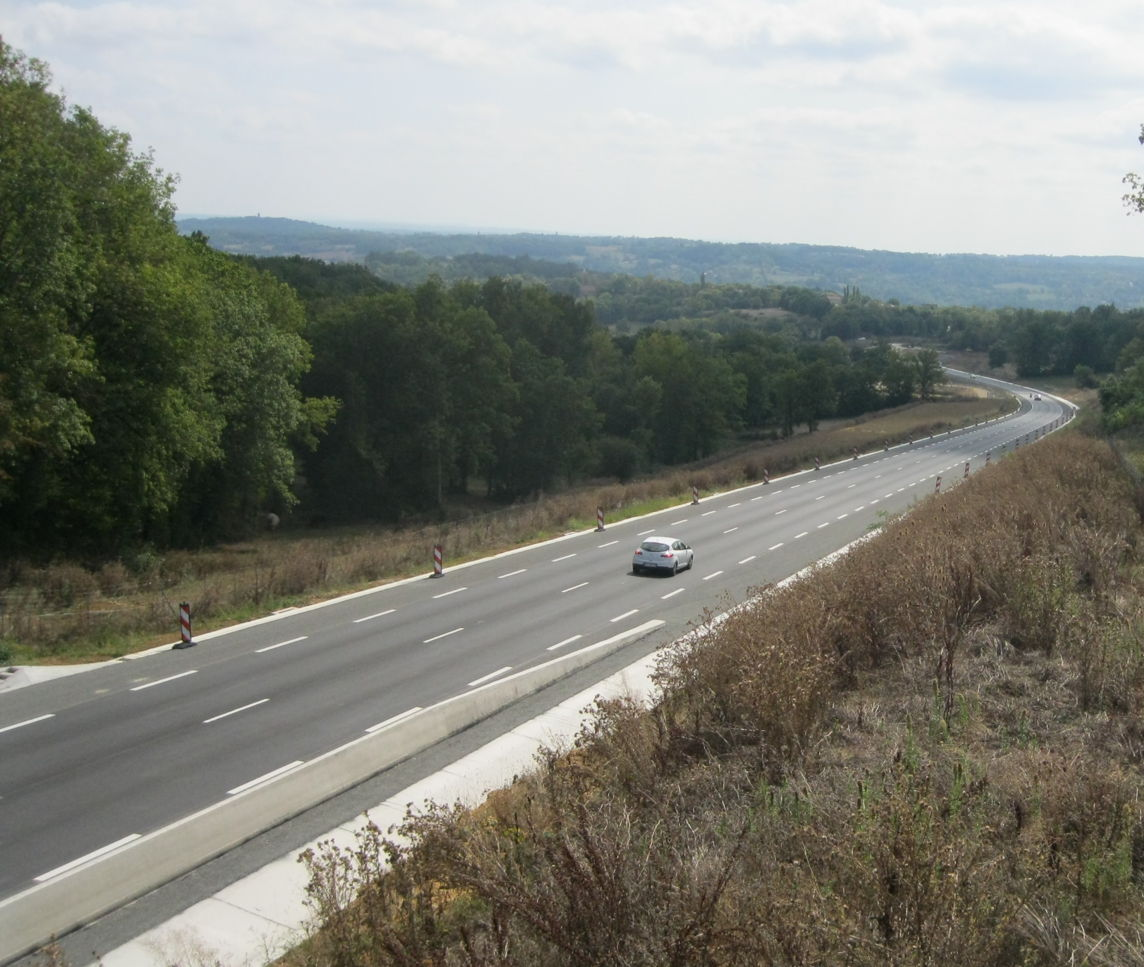
La déviation de Cambes
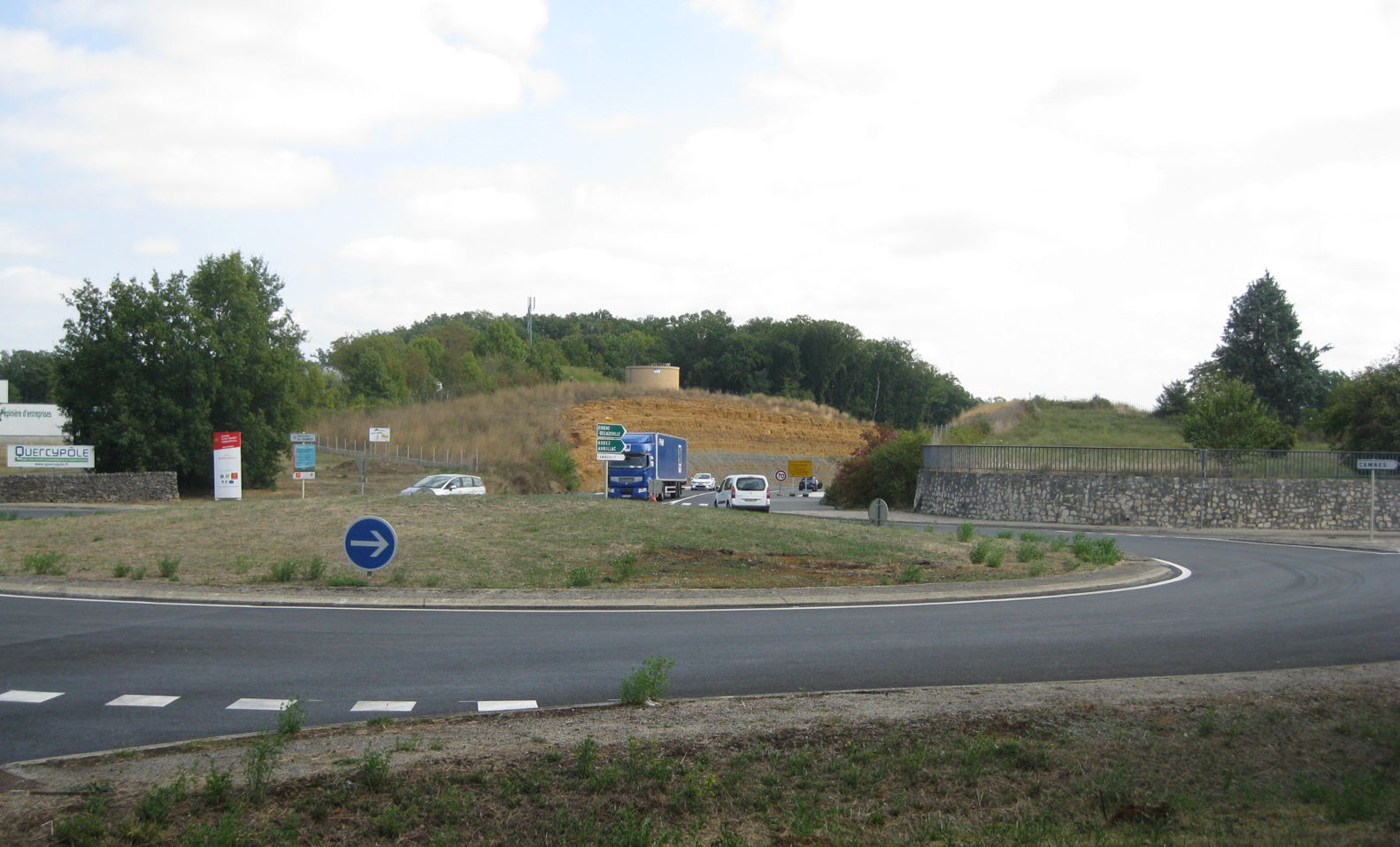
Le rond-point du Chantier
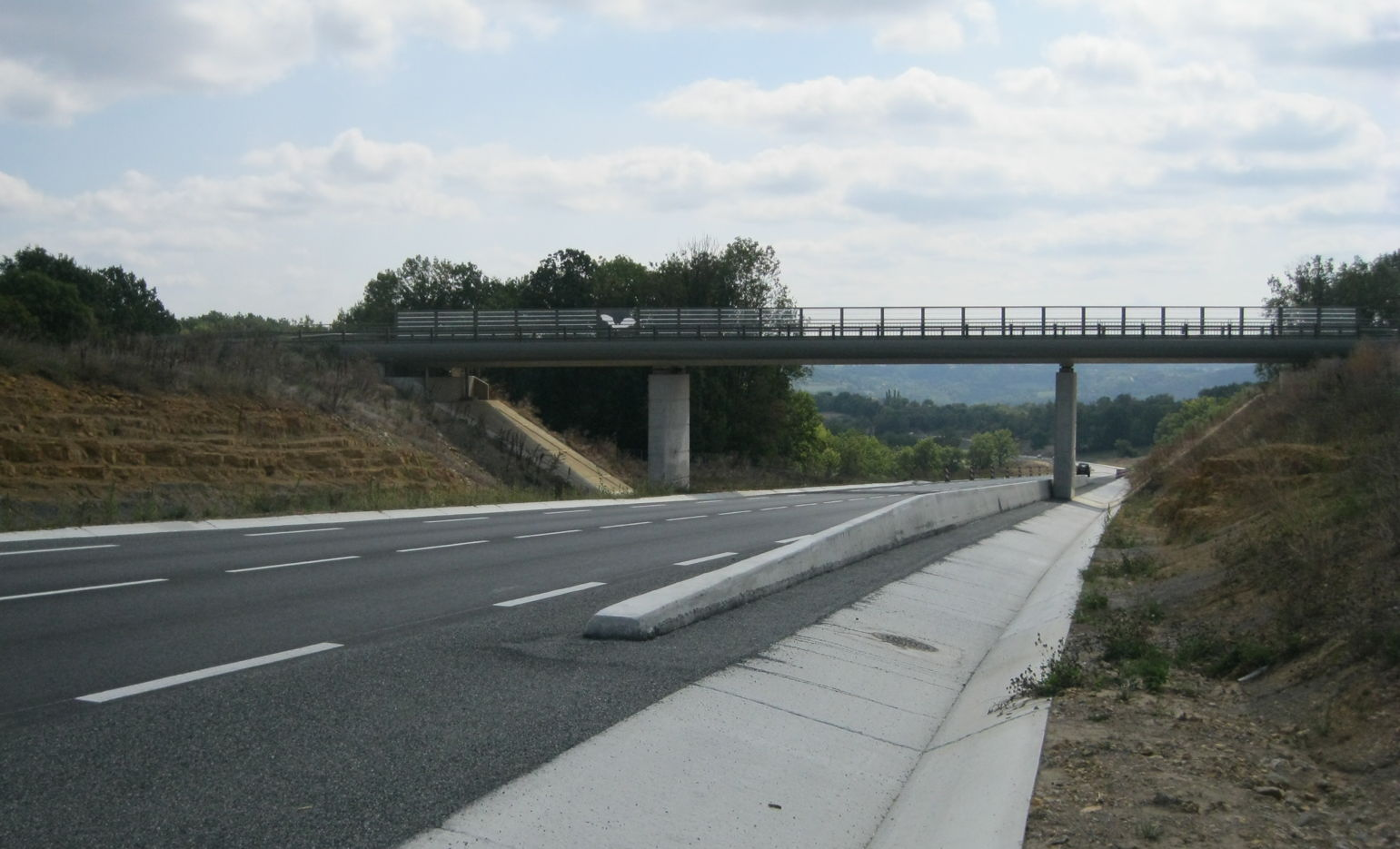
Le pont du chemin du Péret
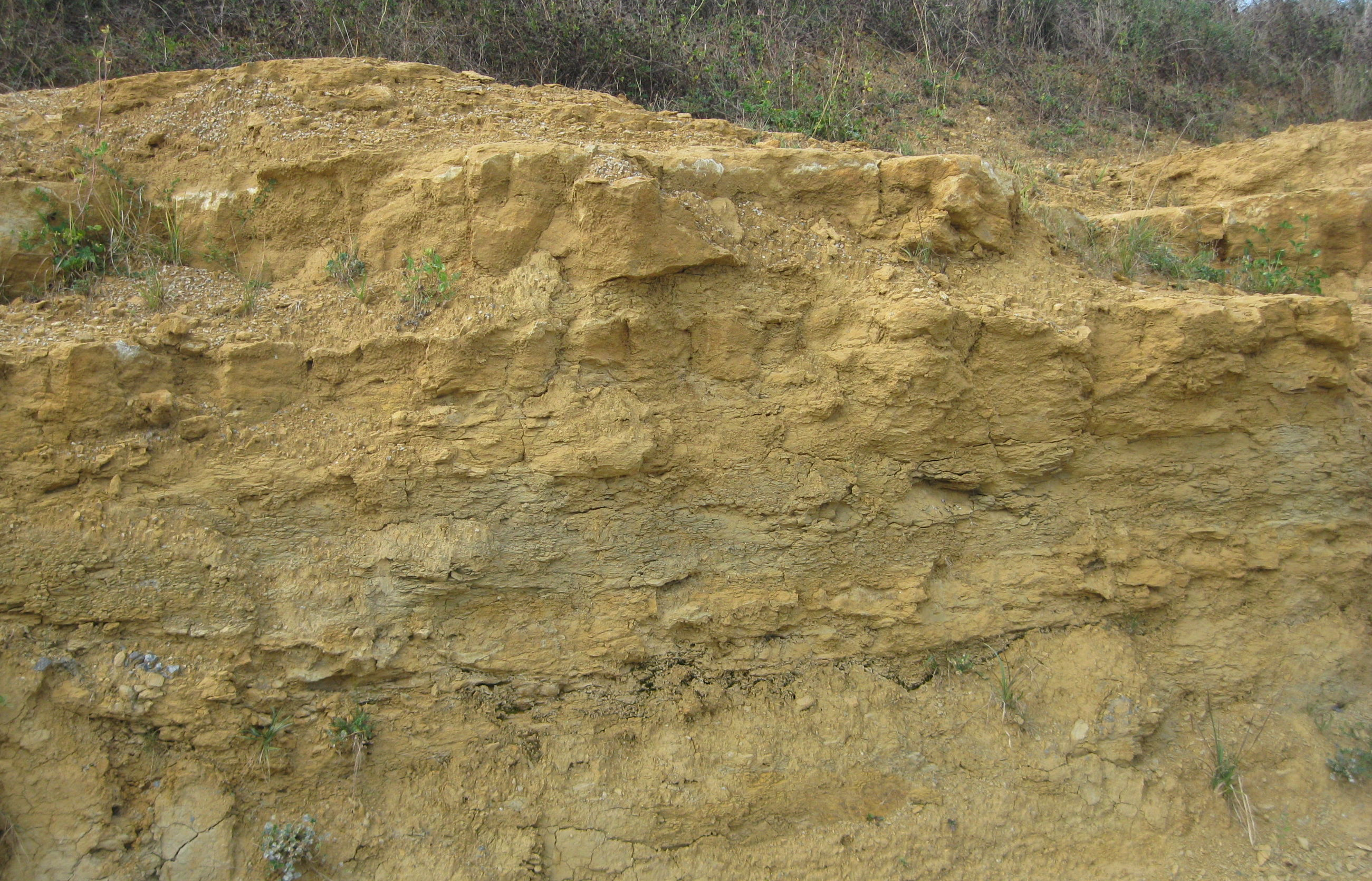
Strates d'argiles dans le talus de la déviation

### Climat
Pour des articles plus généraux, voir Climat de l'Occitanie et Climat du Lot.
En 2010, le climat de la commune est de type climat océanique altéré, selon une étude s'appuyant sur une série de données couvrant la période 1971-2000. En 2020, Météo-France publie une typologie des climats de la France métropolitaine dans laquelle la commune est dans une zone de transition entre le climat océanique altéré et le climat de montagne ou de marges de montagne et est dans la région climatique Ouest et nord-ouest du Massif Central, caractérisée par une pluviométrie annuelle de 900 à 1 500 mm, maximale en automne et en hiver.
Pour la période 1971-2000, la température annuelle moyenne est de 12,2 °C, avec une amplitude thermique annuelle de 15,1 °C. Le cumul annuel moyen de précipitations est de 965 mm, avec 11,5 jours de précipitations en janvier et 6,7 jours en juillet. Pour la période 1991-2020, la température moyenne annuelle observée sur la station météorologique la plus proche, située sur la commune de Faycelles à 6 km à vol d'oiseau, est de 13,1 °C et le cumul annuel moyen de précipitations est de 806,2 mm,. Pour l'avenir, les paramètres climatiques de la commune estimés pour 2050 selon différents scénarios d’émission de gaz à effet de serre sont consultables sur un site dédié publié par Météo-France en novembre 2022.

### Milieux naturels et biodiversité

#### Espaces protégés
La protection réglementaire est le mode d’intervention le plus fort pour préserver des espaces naturels remarquables et leur biodiversité associée,.
La commune fait partie de parc naturel régional des Causses du Quercy, un espace protégé créé en 1999 et d'une superficie de 183 039 ha, qui s'étend sur 102 communes du département du Lot. La cohérence du territoire du Parc s’est fondée sur l’unité géologique d’un même socle de massif karstique, entaillé de profondes vallées. Le périmètre repose sur une unité de paysages autour de la pierre et du bâti (souvent en pierre sèche), de l’empreinte des pelouses sèches et du pastoralisme et de l’omniprésence des patrimoines naturels et culturels,. Ce parc a été classé Géoparc en mai 2017 sous la dénomination « géoparc des causses du Quercy », faisant dès lors partie du réseau mondial des Géoparcs, soutenu par l’UNESCO,.

#### Zones naturelles d'intérêt écologique, faunistique et floristique

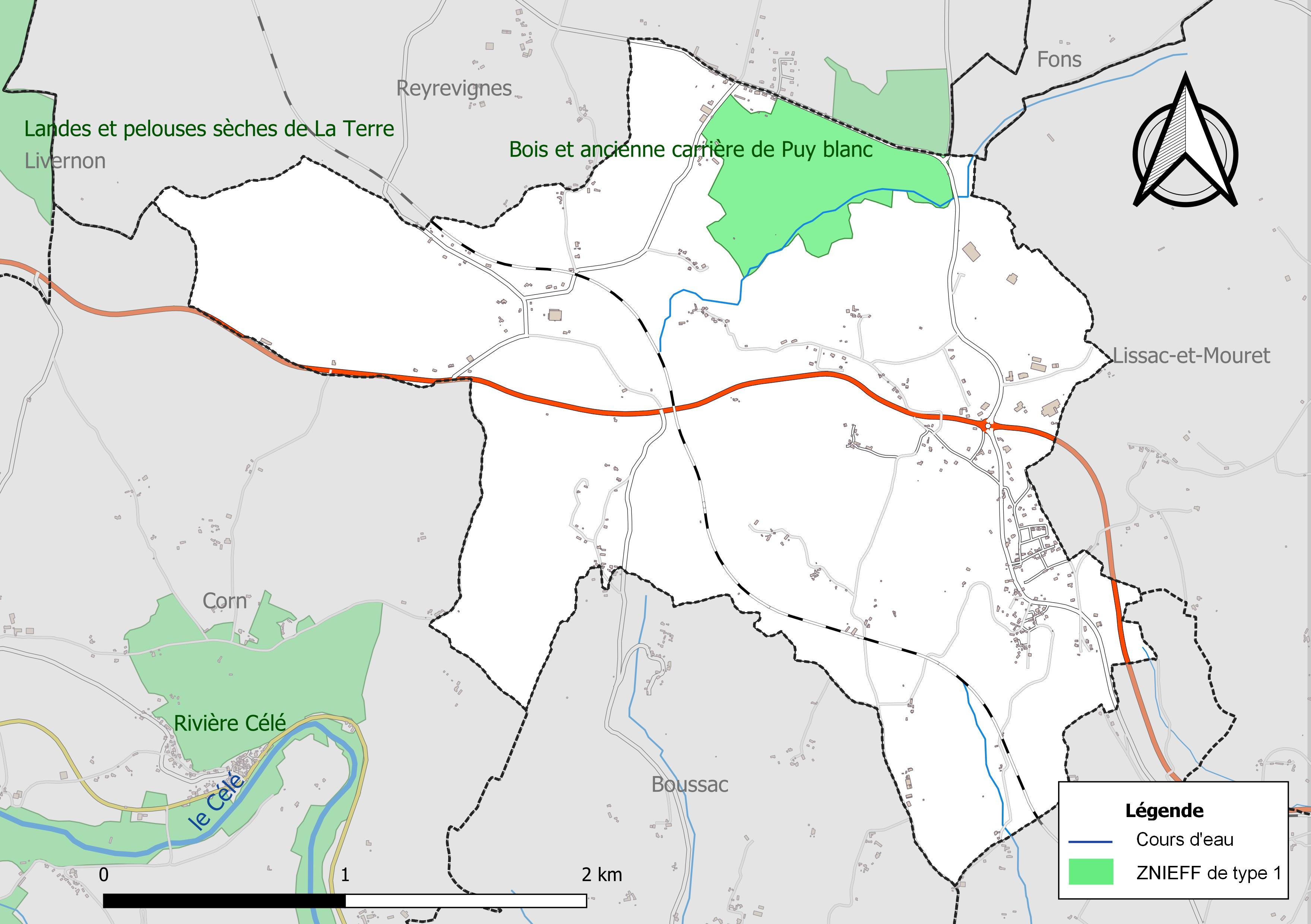
Carte de la ZNIEFF de type 1 localisée sur la commune.

L’inventaire des zones naturelles d'intérêt écologique, faunistique et floristique (ZNIEFF) a pour objectif de réaliser une couverture des zones les plus intéressantes sur le plan écologique, essentiellement dans la perspective d’améliorer la connaissance du patrimoine naturel national et de fournir aux différents décideurs un outil d’aide à la prise en compte de l’environnement dans l’aménagement du territoire.
Une ZNIEFF de type 1 est recensée sur la commune :
les « bois et ancienne carrière de Puy blanc » (56 ha), couvrant 2 communes du département.

## Urbanisme

### Typologie
Au 1er janvier 2024, Cambes est catégorisée commune rurale à habitat dispersé, selon la nouvelle grille communale de densité à sept niveaux définie par l'Insee en 2022.
Elle est située hors unité urbaine. Par ailleurs la commune fait partie de l'aire d'attraction de Figeac, dont elle est une commune de la couronne,. Cette aire, qui regroupe 59 communes, est catégorisée dans les aires de moins de 50 000 habitants,.

### Occupation des sols
L'occupation des sols de la commune, telle qu'elle ressort de la base de données européenne d’occupation biophysique des sols Corine Land Cover (CLC), est marquée par l'importance des territoires agricoles (70,9 % en 2018), en augmentation par rapport à 1990 (62,4 %). La répartition détaillée en 2018 est la suivante : 
prairies (64,4 %), forêts (29,1 %), zones agricoles hétérogènes (6,5 %). L'évolution de l’occupation des sols de la commune et de ses infrastructures peut être observée sur les différentes représentations cartographiques du territoire : la carte de Cassini (XVIIIe siècle), la carte d'état-major (1820-1866) et les cartes ou photos aériennes de l'IGN pour la période actuelle (1950 à aujourd'hui).

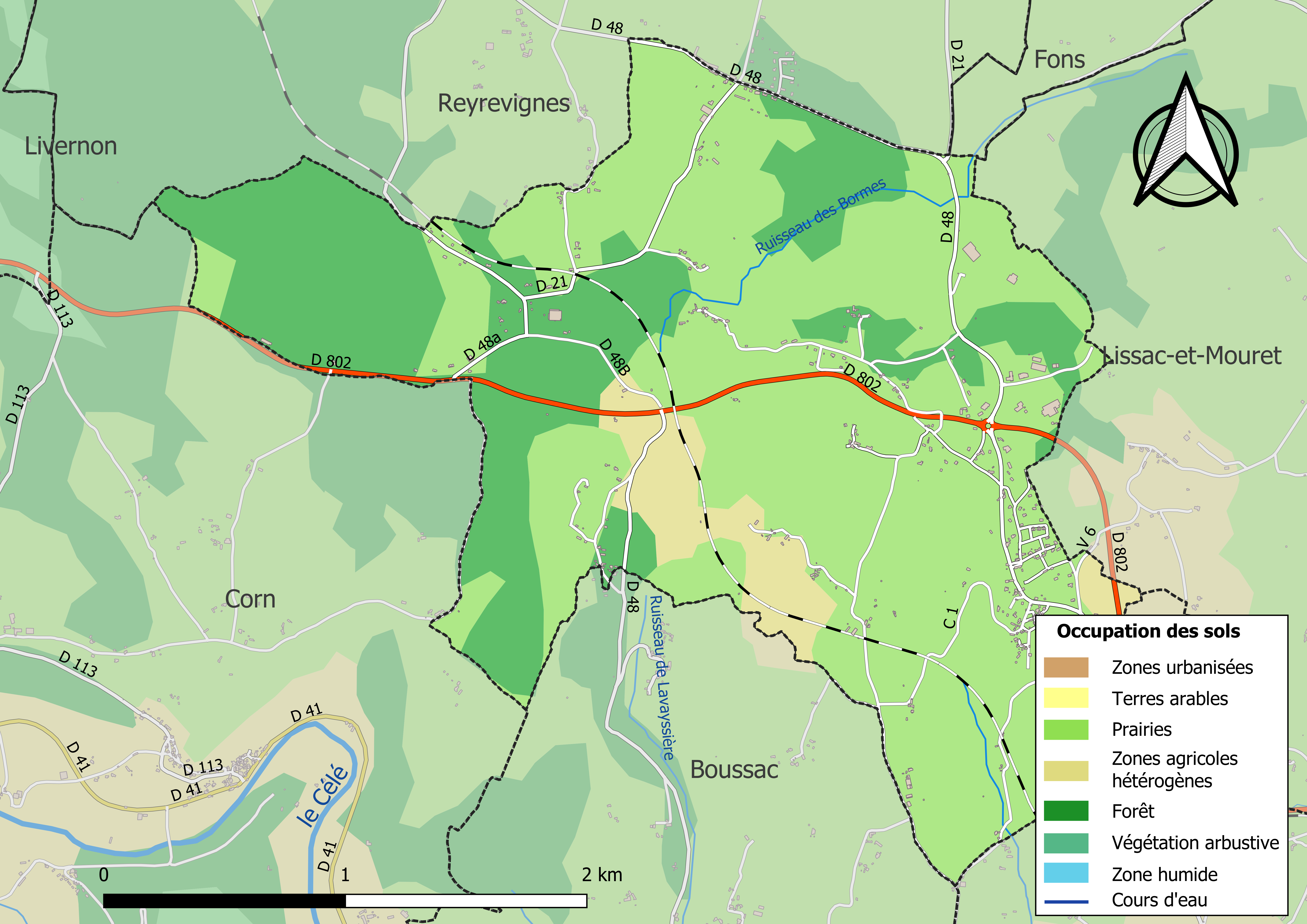
Carte des infrastructures et de l'occupation des sols de la commune en 2018 (CLC).

### Risques majeurs
Le territoire de la commune de Cambes est vulnérable à différents aléas naturels : météorologiques (tempête, orage, neige, grand froid, canicule ou sécheresse), inondations, feux de forêts, mouvements de terrains et séisme (sismicité très faible). Il est également exposé à un risque technologique, le transport de matières dangereuses. Un site publié par le BRGM permet d'évaluer simplement et rapidement les risques d'un bien localisé soit par son adresse soit par le numéro de sa parcelle.

#### Risques naturels
Certaines parties du territoire communal sont susceptibles d’être affectées par le risque d’inondation par débordement de cours d'eau, notamment La cartographie des zones inondables en ex-Midi-Pyrénées réalisée dans le cadre du XIe Contrat de plan État-région, visant à informer les citoyens et les décideurs sur le risque d’inondation, est accessible sur le site de la DREAL Occitanie. La commune a été reconnue en état de catastrophe naturelle au titre des dommages causés par les inondations et coulées de boue survenues en 1982, 1988, 1993, 1994, 1999, 2008 et 2015,.
Cambes est exposée au risque de feu de forêt. Un plan départemental de protection des forêts contre les incendies a été approuvé par arrêté préfectoral le 30 novembre 2015 pour la période 2015-2025. Les propriétaires doivent ainsi couper les broussailles, les arbustes et les branches basses sur une profondeur de 50 mètres, aux abords des constructions, chantiers, travaux et installations de toute nature, situées à moins de 200 mètres de terrains en nature
de bois, forêts, plantations, reboisements, landes ou friches. Le brûlage des déchets issus de l’entretien des parcs et jardins des ménages et des collectivités est interdit. L’écobuage est également interdit, ainsi que les feux de type méchouis et barbecues, à l’exception de ceux prévus dans des installations fixes (non situées sous couvert d'arbres) constituant une dépendance d'habitation.

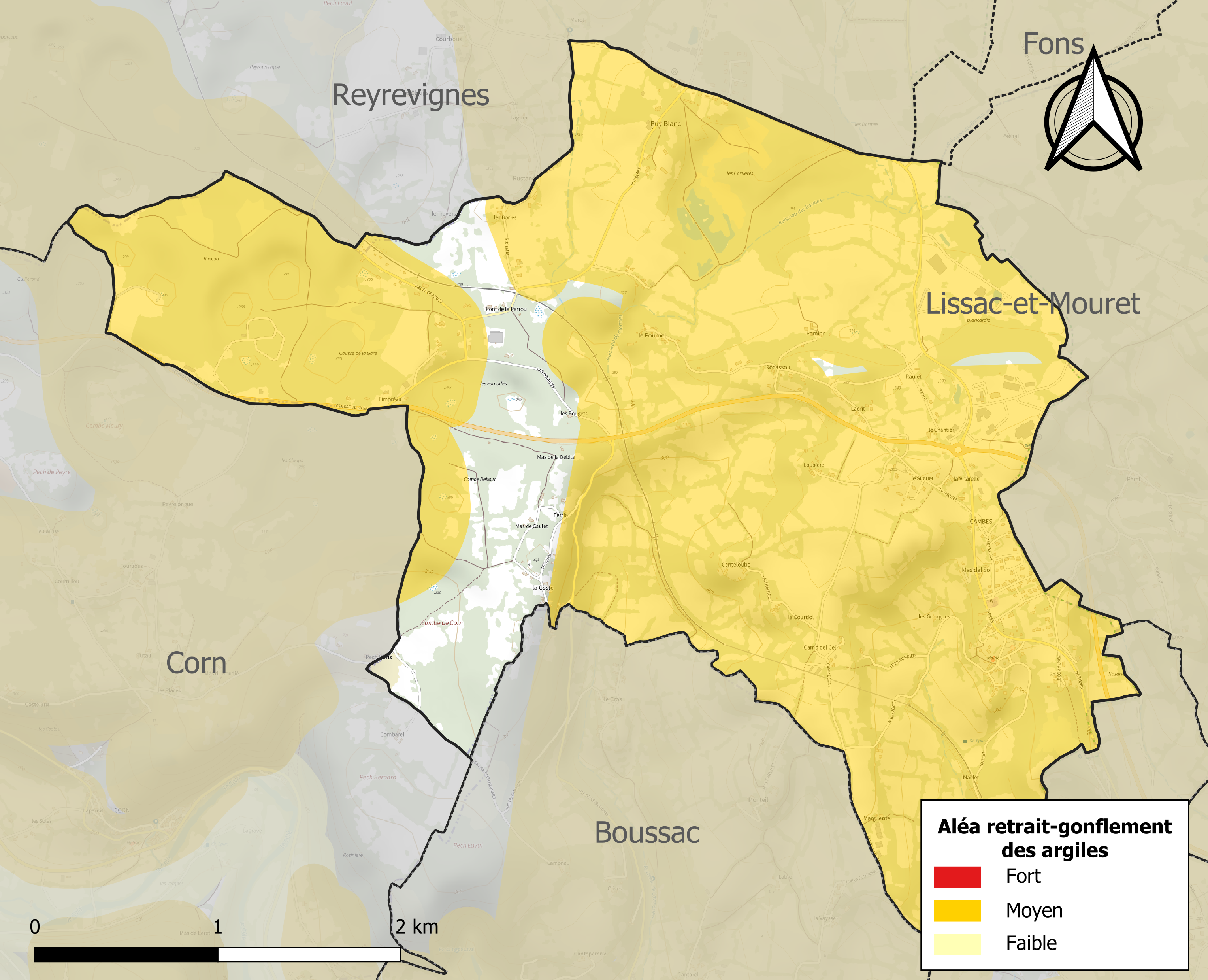
Carte des zones d'aléa retrait-gonflement des sols argileux de Cambes.

Les mouvements de terrains susceptibles de se produire sur la commune sont des affaissements et effondrements liés aux cavités souterraines (hors mines) et des glissements de terrain. Par ailleurs, afin de mieux appréhender le risque d’affaissement de terrain, l'inventaire national des cavités souterraines permet de localiser celles situées sur la commune.
Le retrait-gonflement des sols argileux est susceptible d'engendrer des dommages importants aux bâtiments en cas d’alternance de périodes de sécheresse et de pluie. 88,3 % de la superficie communale est en aléa moyen ou fort (67,7 % au niveau départemental et 48,5 % au niveau national). Sur les 184 bâtiments dénombrés sur la commune en 2019, 171 sont en aléa moyen ou fort, soit 93 %, à comparer aux 72 % au niveau départemental et 54 % au niveau national. Une cartographie de l'exposition du territoire national au retrait gonflement des sols argileux est disponible sur le site du BRGM,.
Par ailleurs, afin de mieux appréhender le risque d’affaissement de terrain, l'inventaire national des cavités souterraines permet de localiser celles situées sur la commune.
Concernant les mouvements de terrains, la commune a été reconnue en état de catastrophe naturelle au titre des dommages causés par la sécheresse en 1989 et 1992 et par des mouvements de terrain en 1999.

#### Risques technologiques
Le risque de transport de matières dangereuses sur la commune est lié à sa traversée par une route à fort trafic, une ligne de chemin de fer et une canalisation de transport d'hydrocarbures. Un accident se produisant sur de telles infrastructures est susceptible d’avoir des effets graves sur les biens, les personnes ou l'environnement, selon la nature du matériau transporté. Des dispositions d’urbanisme peuvent être préconisées en conséquence.

## Toponymie
Le toponyme Cambes donne en occitan Cambas. En occitan, camba désigne la jambe ou la patte, cambo désigne le champ, à mettre en relation avec un autre nom de l'araire en occitan du causse : cambeta.

## Politique et administration

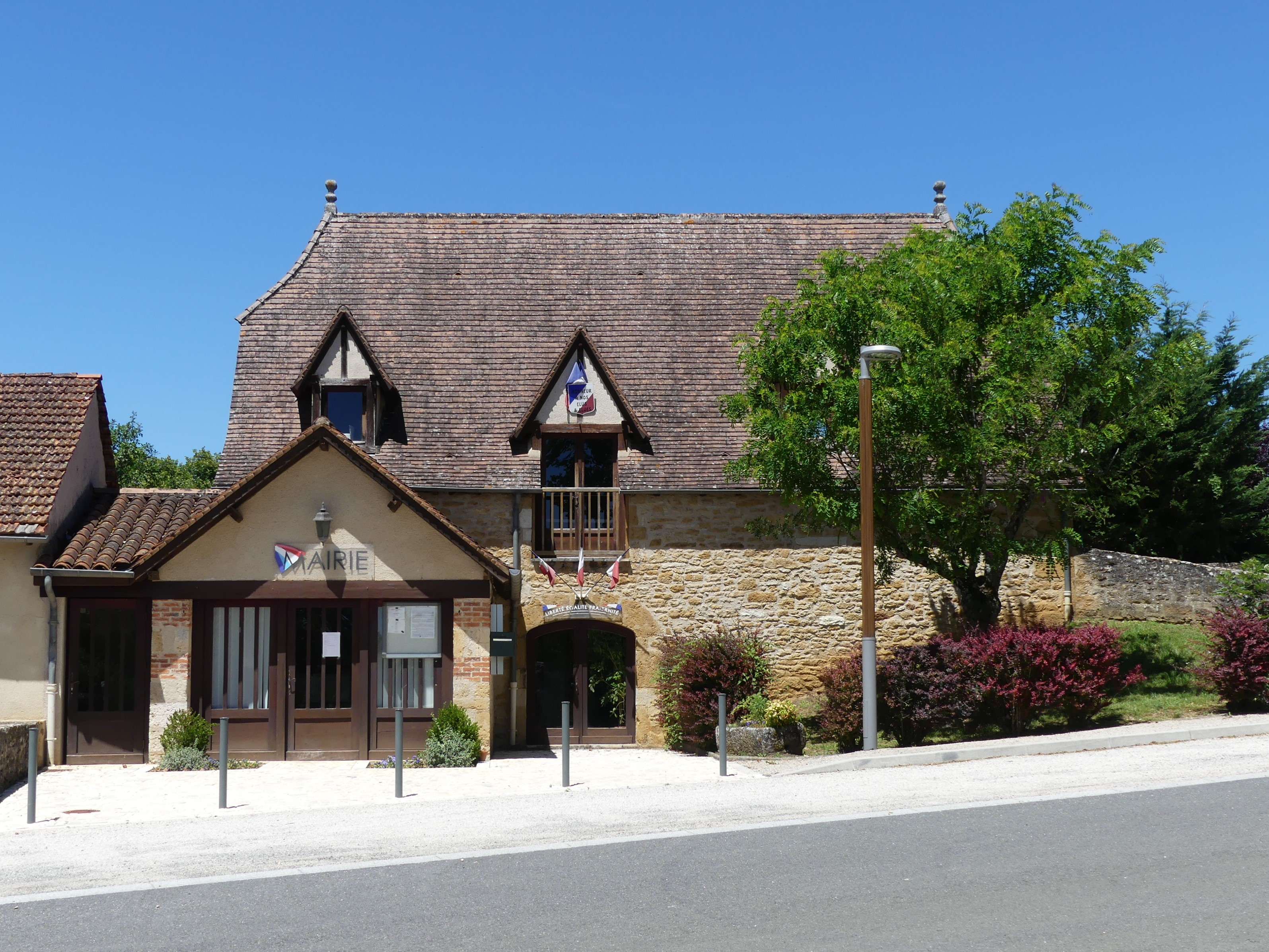
La mairie en 2017.

| Période                                  | Période   | Identité             | Étiquette | Qualité |
| ---------------------------------------- | --------- | -------------------- | --------- | ------- |
| 1791                                     | 1796      | François Bousquet    |           |         |
| 1796                                     | 1797      | Honoré Gautie        |           |         |
| 1797                                     | 1800      | Guillaume Castelet   |           |         |
| 1800                                     | 1813      | Jean Fau             |           |         |
| 1813                                     | 1821      | Jean-louis Serre     |           |         |
| 1821                                     | 1826      | Antoine Saur         |           |         |
| 1826                                     | 1831      | Jean-louis Serre     |           |         |
| 1831                                     | 1844      | Antoine Destruel     |           |         |
| 1844                                     | 1848      | Jean Raffy           |           |         |
| 1848                                     | 1860      | Jean-louis Tauran    |           |         |
| 1860                                     | 1876      | Jean Mazer           |           |         |
| 1876                                     | 1879      | François Fourgou     |           |         |
| 1892                                     | 1895      | Jean-Antoine Salgues |           |         |
| 1895                                     | 1896      | Julien Destruel      |           |         |
| 1896                                     | 1919      | Jean Vilhes          |           |         |
| 1919                                     | 1925      | Jean Bessières       |           |         |
| 1925                                     | 1935      | Alphonse Fourgoux    |           |         |
| 1935                                     | 1959      | Louis Porte          |           |         |
| 1959                                     | 1977      | Jean Porte           |           |         |
| mars 1977                                | mars 2008 | Fernand Vidal        | PCF       |         |
| mars 2008                                | En cours  | Jacques Lutz         |           |         |
| Les données manquantes sont à compléter. |           |                      |           |         |

## Démographie
L'évolution du nombre d'habitants est connue à travers les recensements de la population effectués dans la commune depuis 1793. Pour les communes de moins de 10 000 habitants, une enquête de recensement portant sur toute la population est réalisée tous les cinq ans, les populations de référence des années intermédiaires étant quant à elles estimées par interpolation ou extrapolation. Pour la commune, le premier recensement exhaustif entrant dans le cadre du nouveau dispositif a été réalisé en 2006.

En 2022, la commune comptait 347 habitants, en évolution de −3,88 % par rapport à 2016 (Lot : +1,31 %, France hors Mayotte : +2,11 %).
| 1793 | 1800 | 1806 | 1821 | 1831 | 1836 | 1841 | 1846 | 1851 |
| ---- | ---- | ---- | ---- | ---- | ---- | ---- | ---- | ---- |
| 341  | 369  | 419  | 359  | 373  | 373  | 385  | 352  | 362  |

| 1856 | 1861 | 1866 | 1872 | 1876 | 1881 | 1886 | 1891 | 1896 |
| ---- | ---- | ---- | ---- | ---- | ---- | ---- | ---- | ---- |
| 374  | 347  | 341  | 335  | 342  | 345  | 335  | 305  | 298  |

| 1901 | 1906 | 1911 | 1921 | 1926 | 1931 | 1936 | 1946 | 1954 |
| ---- | ---- | ---- | ---- | ---- | ---- | ---- | ---- | ---- |
| 274  | 253  | 277  | 217  | 228  | 231  | 219  | 213  | 235  |

| 1962 | 1968 | 1975 | 1982 | 1990 | 1999 | 2006 | 2011 | 2016 |
| ---- | ---- | ---- | ---- | ---- | ---- | ---- | ---- | ---- |
| 253  | 247  | 194  | 229  | 258  | 286  | 349  | 319  | 361  |

| 2021 | 2022 | - | - | - | - | - | - | - |
| ---- | ---- | - | - | - | - | - | - | - |
| 361  | 347  | - | - | - | - | - | - | - |

## Économie

### Revenus
En 2018, la commune compte 162 ménages fiscaux, regroupant 365 personnes. La médiane du revenu disponible par unité de consommation est de 22 190 € (20 740 € dans le département).

### Emploi
|                | 2008  | 2013  | 2018  |
| -------------- | ----- | ----- | ----- |
| Commune        | 5,9 % | 6,5 % | 4,8 % |
| Département    | 7,3 % | 8,9 % | 9,6 % |
| France entière | 8,3 % | 10 %  | 10 %  |

En 2018, la population âgée de 15 à 64 ans s'élève à 233 personnes, parmi lesquelles on compte 74,6 % d'actifs (69,8 % ayant un emploi et 4,8 % de chômeurs) et 25,4 % d'inactifs,. Depuis 2008, le taux de chômage communal (au sens du recensement) des 15-64 ans est inférieur à celui de la France et du département.
La commune fait partie de la couronne de l'aire d'attraction de Figeac, du fait qu'au moins 15 % des actifs travaillent dans le pôle,. Elle compte 224 emplois en 2018, contre 181 en 2013 et 145 en 2008. Le nombre d'actifs ayant un emploi résidant dans la commune est de 164, soit un indicateur de concentration d'emploi de 136,1 % et un taux d'activité parmi les 15 ans ou plus de 57,3 %.
Sur ces 164 actifs de 15 ans ou plus ayant un emploi, 33 travaillent dans la commune, soit 20 % des habitants. Pour se rendre au travail, 90,6 % des habitants utilisent un véhicule personnel ou de fonction à quatre roues, 5,1 % s'y rendent en deux-roues, à vélo ou à pied et 4,4 % n'ont pas besoin de transport (travail au domicile).

### Activités hors agriculture
55 établissements sont implantés  à Cambes au 31 décembre 2019. Le tableau ci-dessous en détaille le nombre par secteur d'activité et compare les ratios avec ceux du département,.
| Secteur d'activité                                                                                        | Commune | Commune | Département |
| Secteur d'activité                                                                                        | Nombre  | %       | %           |
| --- | ------- | ------- | ----------- |
| Ensemble                                                                                                  | 55      |         |             |
| Industrie manufacturière, industries extractives et autres                                                | 11      | 20 %    | (14 %)      |
| Construction                                                                                              | 7       | 12,7 %  | (13,9 %)    |
| Commerce de gros et de détail, transports, hébergement et restauration                                    | 17      | 30,9 %  | (29,9 %)    |
| Activités immobilières                                                                                    | 1       | 1,8 %   | (3,5 %)     |
| Activités spécialisées, scientifiques et techniques et activités de services administratifs et de soutien | 10      | 18,2 %  | (13,5 %)    |
| Administration publique, enseignement, santé humaine et action sociale                                    | 5       | 9,1 %   | (12 %)      |
| Autres activités de services                                                                              | 4       | 7,3 %   | (8,7 %)     |

Le secteur du commerce de gros et de détail, des transports, de l'hébergement et de la restauration est prépondérant sur la commune puisqu'il représente 30,9 % du nombre total d'établissements de la commune (17 sur les 55 entreprises implantées  à Cambes), contre 29,9 % au niveau départemental.
Le mouton givré est une entreprise proposant des sacs isothermes durables en laine locale.

### Agriculture
|               | 1988 | 2000 | 2010 | 2020 |
| ------------- | ---- | ---- | ---- | ---- |
| Exploitations | 11   | 5    | 3    | 2    |
| SAU (ha)      | 166  | 184  | 190  | 190  |

La commune est dans la Limargue », une petite région agricole occupant une bande verticale à l'est du territoire du département du Lot. En 2020, l'orientation technico-économique de l'agriculture  sur la commune est l'élevage bovin, orientation mixte lait et viande. Deux exploitations agricoles ayant leur siège dans la commune sont dénombrées lors du recensement agricole de 2020 (onze en 1988). La superficie agricole utilisée est de 190 ha,,.

## Culture locale et patrimoine

### Lieux et monuments
- L'église Saint-Maurice. L'édifice est référencé dans la base Mérimée et à l'Inventaire général Région Occitanie[41].
- Le dolmen de la Pierre Levée : la chambre funéraire a conservé sa dalle de chevet et son orthostate gauche. Le dolmen est enfermé dans un cairn de grande taille (2,50 mètres de haut pour un diamètre de 24 mètres). Il est inscrit au titre des monuments historiques depuis 2012[42].

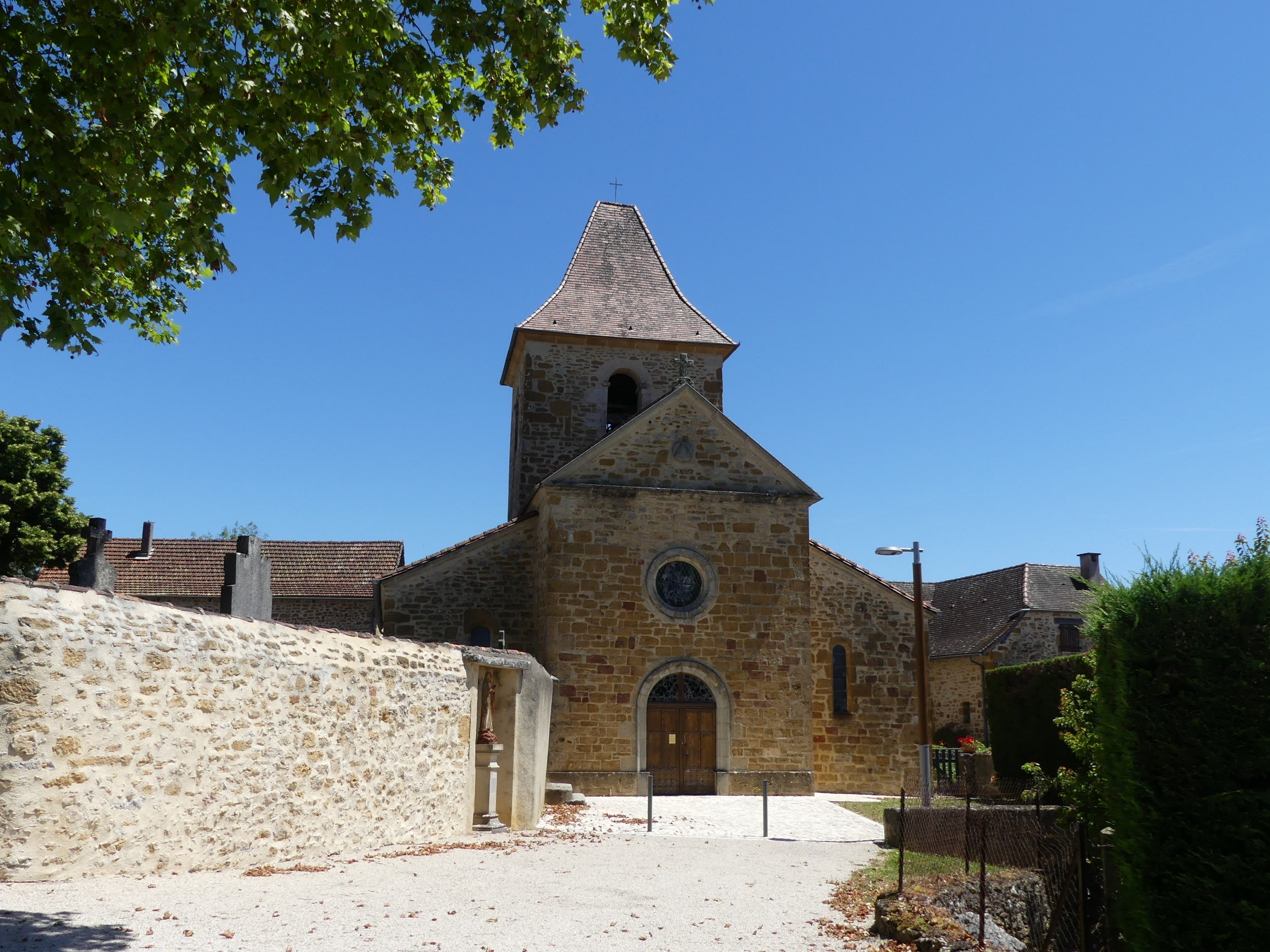
L'église Saint-Maurice.
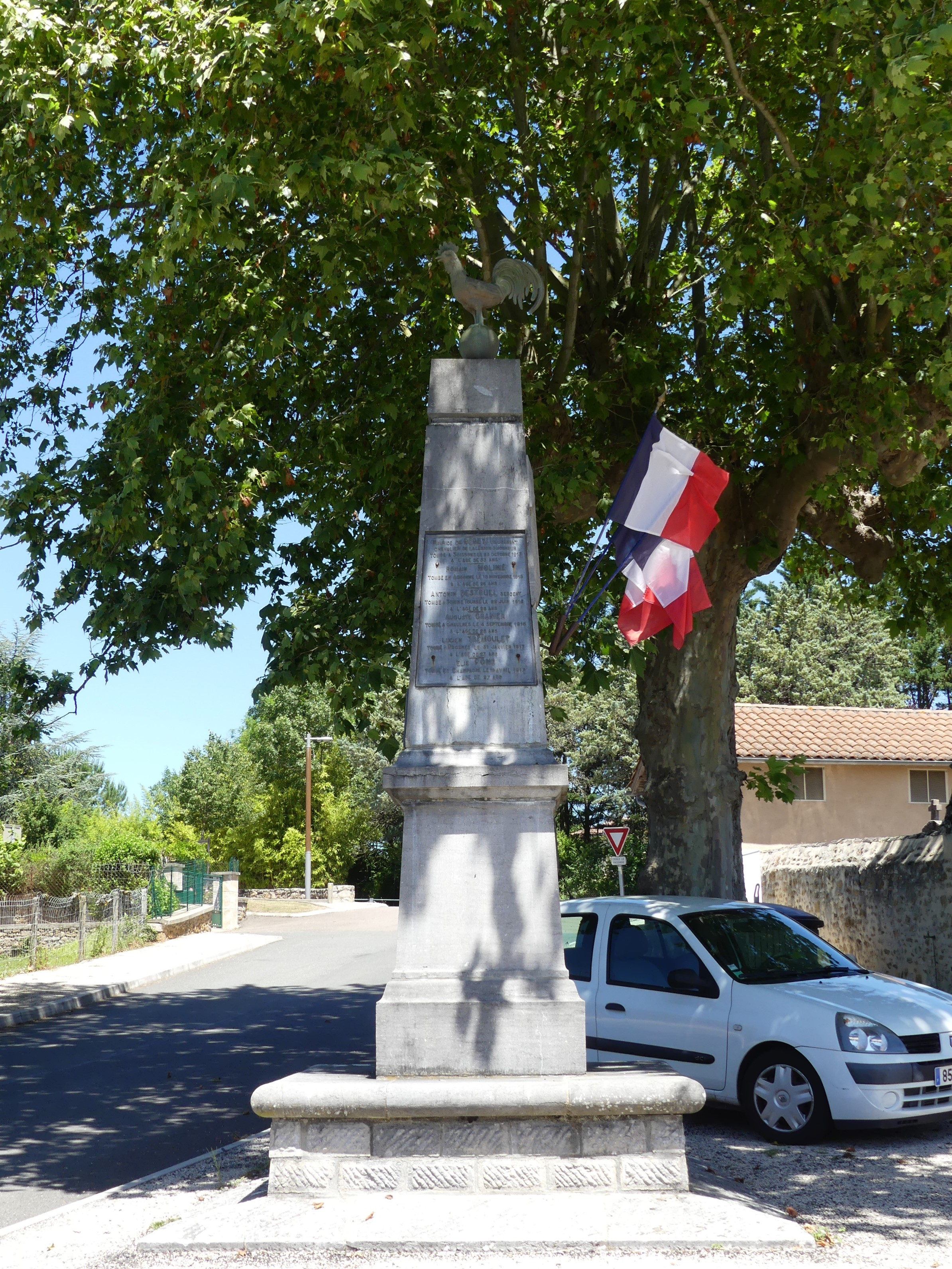
Le monument aux morts.
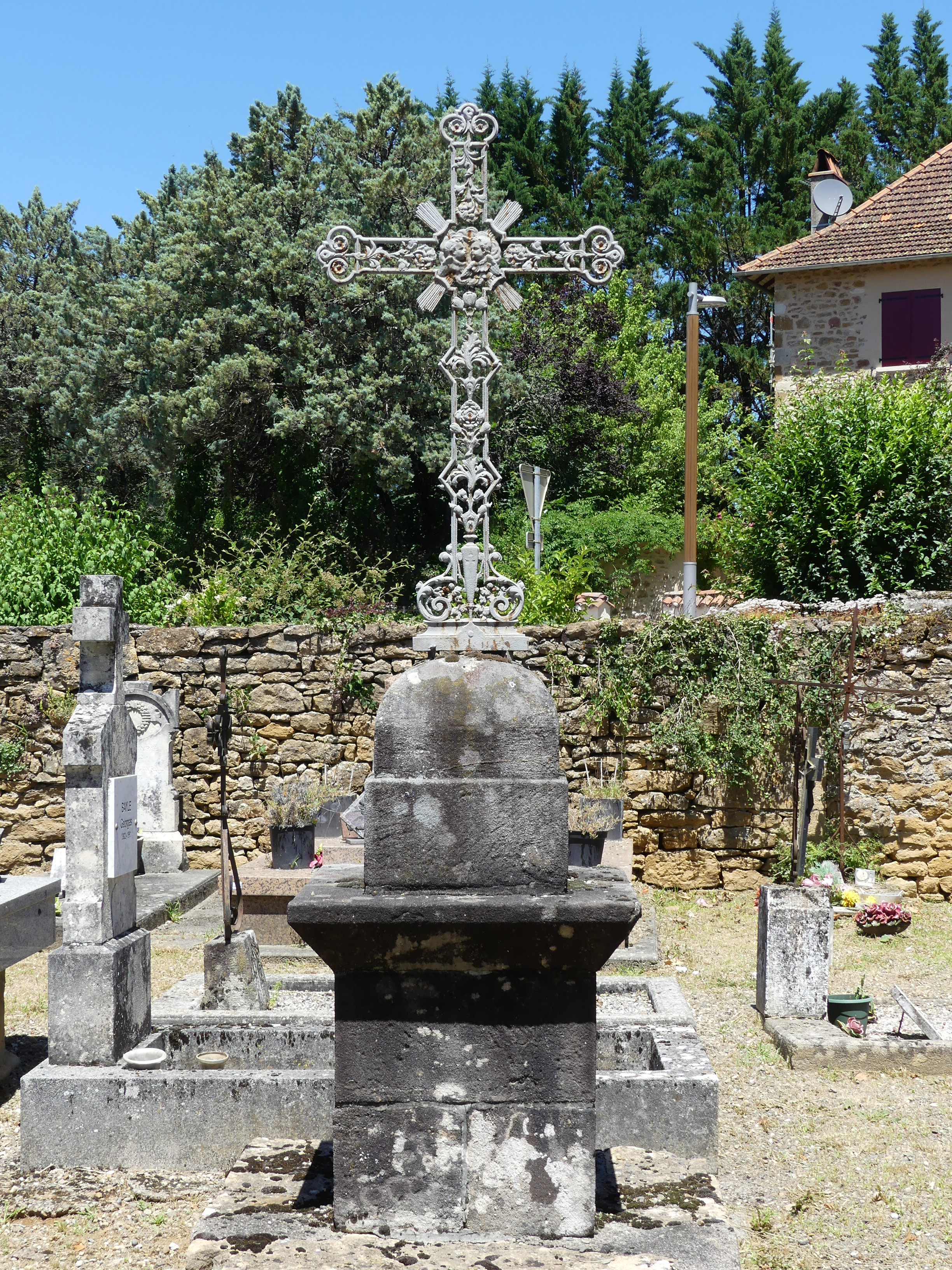
La croix principale du cimetière.